# Terrybilmente divagante
Terrybilmente divagante è uno spettacolo teatrale che vede come protagonista Teresa Mannino. È stato portato in tour per l'Italia nel 2012 ed ha una durata di un'ora e quarantasette minuti.

## Trama
In questo spettacolo la Mannino racconta di sé, e si trova nel ruolo di arbitro ideale di un match tra Milano e Palermo

## Rappresentazione televisiva
Lo show è stato trasmesso in televisione il 10 aprile 2012, su Rai 2. È stato registrato a Milano il 2 marzo 2012.
| Data           | Telespettatori | Share |
| -------------- | -------------- | ----- |
| 10 aprile 2012 | 2.273.000      | 7,79% |